# Formule d'inversion de Pascal
Pour les articles homonymes, voir Pascal.
La formule d'inversion de Pascal est une formule qui traduit l'involutivité de la transformation binomiale.

## Énoncé
Soit {\displaystyle (a_{k})_{k\in \mathbb {N} }} et {\displaystyle (b_{k})_{k\in \mathbb {N} }} deux suites à valeurs dans un groupe abélien, par exemple (ℝ, +). Pour tout entier naturel {\displaystyle n}, on a
si et seulement si
où les {\displaystyle {p \choose k}} désignent les coefficients binomiaux.

## Démonstration
Deux suites {\displaystyle (a_{n})_{n\in \mathbb {N} }} et {\displaystyle (b_{n})_{n\in \mathbb {N} }} sont liées par {\displaystyle b_{p}=\sum _{k=0}^{p}{p \choose k}a_{k}} si et seulement si leurs séries formelles génératrices exponentielles {\displaystyle A} et {\displaystyle B} vérifient {\displaystyle B(X)=\mathrm {e} ^{X}A(X)}.
On a alors {\displaystyle A(-X)=\mathrm {e} ^{X}B(-X)}, c'est-à-dire (d'après cette même équivalence) {\displaystyle (-1)^{p}a_{p}=\sum _{k=0}^{p}{p \choose k}(-1)^{k}b_{k}}.
Pour d'autres démonstrations, voir le § « Formulation alternative » de l'article sur la transformation binomiale (qui utilise le théorème d'interpolation de Newton) et la leçon « Formule d'inversion de Pascal » sur Wikiversité.

## Applications classiques
On peut se servir de cette formule en dénombrement, en particulier pour calculer le nombre de dérangements d'un ensemble fini ou le nombre de surjections d'un ensemble fini vers un autre.

### Nombre de dérangements d'un ensemble fini
Notons {\displaystyle N_{n}} le nombre de dérangements — c'est-à-dire de permutations sans point fixe — d'un ensemble à n éléments. La formule d'inversion de Pascal donne :
{\displaystyle N_{n}=n!\sum _{k=0}^{n}{\frac {(-1)^{k}}{k!}}}.
(Voir les détails sur Wikiversité.)

### Nombre de surjections d'un ensemble fini vers un autre
Notons {\displaystyle S_{p,n}} le nombre de surjections d'un ensemble à {\displaystyle p} éléments sur un ensemble à {\displaystyle n} éléments. La formule d'inversion de Pascal donne :
{\displaystyle S_{p,n}=\sum _{k=0}^{n}(-1)^{n-k}{n \choose k}k^{p}}.
(Voir les détails sur Wikiversité.)

## Version polynomiale
Une autre version de cette inversion avec {\displaystyle T^{k}} au lieu de {\displaystyle {p \choose k}} :
Soit un polynôme
(à coefficients dans un anneau, ou même seulement un groupe abélien), on a
En effet, la m-ième différence finie de {\displaystyle Q} est égale d'une part à {\displaystyle \sum _{j=0}^{m}(-1)^{m-j}{\binom {m}{j}}Q(X+j)} et d'autre part à {\displaystyle m!\,c_{m}}.